# Birgit Schütz
Birgit Schütz, po mężu Schiller (ur. 8 października 1958 w Brandenburgu nad Hawelą) – niemiecka wioślarka reprezentująca NRD, złota medalistka olimpijska i wicemistrzyni świata.

## Kariera
Wystąpiła na igrzyskach olimpijskich w Moskwie w 1980, gdzie osada NRD w składzie: Martina Boesler, Kersten Neisser, Christiane Köpke, Birgit Schütz, Gabriele Kühn, Ilona Richter, Marita Sandig, Karin Metze i Marina Wilke (sternik) zdobyła złoty medal w ósemkach. W wyścigu finałowym uplasowały się o 0,97 sekundy przed osadą ZSRR i o 2,31 sekundy przed osadą Rumunii.
Ponadto wspólnie z Silvią Arndt, Renate Neu, Dagmar Bauer, Gabriele Kühn, Petrą Köhler, Henriettą Ebert, Christiane Köpke i Mariną Wilke wywalczyła również srebro w tej samej konkurencji na mistrzostwach świata w Cambridge (1978).
W 1980 została odznaczona Orderem Zasługi dla Ojczyzny.
Studiowała ekonomię.